# Pohod bušara
Pohod bušara ili pohod buša (mađ. Busójárás) je pokladni godišnji festival u gradu Mohaču (Mađarska Baranja) kojom se obilježava kraj zime. Naziv je dobio po zastrašujućim zakrabuljenim muškarcima, bušarima (busós), koji nose velike drvene maske i vunene ogrtače, nalik kastavskim zvončarima kod Rijeke.
Organizira se svake veljače, a traje tri dana, od nedjelje do utorka navečer. Festival je višeslojan i uključuje natjecanje dječjih krabulja, izložbu majstora rezbara maski i drugih obrta, te dolazak više od 500 bušara u čamcima na vesla Dunavom kako bi promarširali gradom, zajedno s kočijama ili motoriziranim fantastičnim vozilima. Središnji dio pohoda počinje kada bušari prijeđu skelom Dunav i okupe se u tzv. Šokačkom kraju u Mohaču, na Ledinki ili na Kolišću. Vrhunac je spaljivanje lijesa na središnjem trgu koji simbolično predstavlja zimu u ognju. Festival se nastavlja gozbama i glazbom po cijelom gradu.
Pokladni običaj su šokački Hrvati donijeli iz hrvatskih krajeva iz kojih su doselili početkom 17. stoljeća. Crkveni izvori ga prvi put spominju 1783., prigodom kanonske vizitacije, a tada je pisac tog dokumenta baš spomenio mohačke Šokce. Izvorne maske su se izrađivale od seljacima dostupnih materijala, vrbovine i kravlje krvi.
Danas je pohod bušara zaštitni simbol grada i način obilježavanja velikih povijesnih događaja. Prerastao je društveni događaj i postao izraz poistovjećivanja s gradom, društvenom skupinom i narodom. Njegova važna društvena uloga je u tomu što pruža priliku pojedincima da se originalno izraze u svojoj zajednici. Umjetnost i obrt koji ga prate su očuvale brojne skupine bušara raznolikog kulturnog podrijetla, a koji su tehnike rezbarenja maski i ritualnog slavlja prenijeli generacijama sljedbenika. Zbog toga je pohod bušara upisan na popis nematerijalne svjetske baštine 2009. godine.

## Vanjske poveznice
- (mađ.) Pohod bušara  Arhivirana inačica izvorne stranice od 17. travnja 2019. (Wayback Machine)
- Hrvatski glasnik 8/2009.  Arhivirana inačica izvorne stranice od 25. svibnja 2010. (Wayback Machine) Pohod bušara, 19. veljače 2009.
- (mađ.) Službene mohačke stranice
- (mađ.) Galerija 2006.  Arhivirana inačica izvorne stranice od 4. ožujka 2008. (Wayback Machine)
- (mađ.) Busójárás  Arhivirana inačica izvorne stranice od 19. veljače 2007. (Wayback Machine)